# Power Trip (песня)
«Power Trip»  — песня американского хип-хоп-исполнителя и продюсера Джея Коула (англ. J. Cole) при участии Мигеля. Песня была выпущена 14 февраля 2013 года лейблами Roc Nation и Columbia Records в качестве лид-го сингла со 2-го альбома Коула Born Sinner. Композиция получила платиновый статус RIAA (США).

## История
Песня получила положительные отзывы музыкальной критики и интернет-изданий: XXL, Spin, DJBooth.net, RapReviews.com, PopMatters, Pitchfork Media, HipHopDX. Журнал Complex включил «Power Trip» в свой Список 50 Лучших песен 2013 года (№ 8 в 50 best songs of 2013), а журнал XXL назвал её одной из 5 лучших хип-хоп песен 2013 года.
Музыкальное видео вышло 9 апреля 2013 года. J. Cole стал креативным режиссёром видео, которое снимали режиссёры Nabil Elderkin и Mike Piscitelli.

## Награды и номинации
| Год  | Церемония              | Награда                                    | Результат |
| ---- | ---------------------- | ------------------------------------------ | --------- |
| 2013 | BET Hip Hop Awards     | «Track of the Year»                        | Номинация |
| 2013 | BET Hip Hop Awards     | Best Collabo, Duo or Group                 | Номинация |
| 2014 | Grammy Awards (Грэмми) | Лучшее рэп-/песенное совместное исполнение | Номинация |

## Чарты
| Чарт (2013)                                | Высшая позиция |
| ------------------------------------------ | -------------- |
| Бельгия/Фландрия (Ultratip Bubbling Under) | 16             |
| Великобритания (OCC UK Singles) ·          | 6              |
| Великобритания (OCC UK Hip Hop/R&B)        | 2              |
| США (Billboard Hot 100)                    | 19             |
| США (Billboard Pop Airplay)                | 4              |
| США (Billboard Hot R&B/Hip-Hop Songs)      | 5              |

| Чарт (2013)                          | Позиция |
| ------------------------------------ | ------- |
| US Billboard Hot 100                 | 48      |
| US Hot R&B/Hip-Hop Songs (Billboard) | 11      |
| US Rap Songs (Billboard)             | 8       |

## Сертификации
| Регион | Сертификация | Продажи    |
| --- | ------------ | ---------- |
| Великобритания (BPI) | Платиновый   | 600 000    |
| США (RIAA) | Платиновый   | 1 000 000* |
| ^ Данные о тиражах приведены только на основе сертификации. · Данные о продажах + прослушиваниях приведены только на основе сертификации. |              |            |